# Ignace François Guasco
Pour les articles homonymes, voir Guasco.
Ignace François Guasco (mort à Bastia avant 1797, peut-être dès la fin 1794) est un ecclésiastique corse qui fut évêque constitutionnel du département de la Corse de 1791 à 1794.

## Biographie
À la veille de la Révolution française, la Corse comprend cinq évêchés placés soit sous l'obédience de Gènes (diocèse de Mariana-Acci et de Nebbio dont les évêques résident respectivement à  Bastia et Saint-Florent) ou sous celle de Pise (diocèse d'Ajaccio, diocèse de Sagone résident à Vico puis Calvi et diocèse d'Aléria résidant à Cervione). L'Assemblée constituante décide le 12 juillet 1790 la création d'un unique « diocèse de la Corse » dont le siège épiscopal est fixé à Bastia.
Ignace-François de Joannis de Verclos, évêque de Mariana-Acci depuis 1788, refuse comme  les autres évêques de prêter le serment constitutionnel. Le 7 mai 1791 les électeurs du nouveau département de la Corse sont convoqués et le 8 mai  Ignace François Guasco, chanoine, prévôt de la cathédrale Sainte Marie de Bastia et vicaire général  insermenté de l'évêque Ignace-François de Joannis de Verclos, est élu par 104 suffrages et 25 nuls alors que sur 419 électeurs, seulement 215 se sont présentés. Il est sacré dans la cathédrale d'Aix par Charles Benoît Roux le 16 juin suivant.
À son retour en Corse, le nouvel évêque doit faire face à l'opposition des partisans du clergé. Ses armoiries sont détruites et remplacées par celle de son prédécesseur. Il doit se réfugier en métropole. Le 11 août 1793, la Convention nationale décide de diviser la Corse en deux nouvelles entités le département du Golo et le département du Liamone. Ignace François Guasco est affecté au premier mais ces mesures ont peu d'effet pratique du fait de l'intervention anglaise. Ignace François Guasco meurt à Bastia peut-être dès le fin décembre 1794 après avoir le 14 décembre fait une rétractation écrite entre les mains de Pietro Bajetta, curé de la paroisse de Saint-Jean-Baptiste qui la fait parvenir le 24 décembre à Ignace de Verclos exilé à Rome.